# Kim Steinmetz
Kim Steinmetz (* 22. Dezember 1957) ist eine ehemalige US-amerikanische Tennisspielerin.

## Karriere
Zwischen 1981 und 1989 nahm sie an Grand-Slam-Turnieren teil. Auf der WTA Tour erreichte sie beim Borden Classic 1981 ein Doppelfinale, das sie an der Seite von Elizabeth Sayers gegen Marianne van der Torre/Nanette Schutte mit 2:6 und 4:6 verlor.
Bevor sie Profispielerin wurde, hat sie einen Abschluss an der Trinity University in San Antonio gemacht. Heute ist sie der Tennis Director des Missouri Athletic Clubs.